# Scuola Normale Superiore

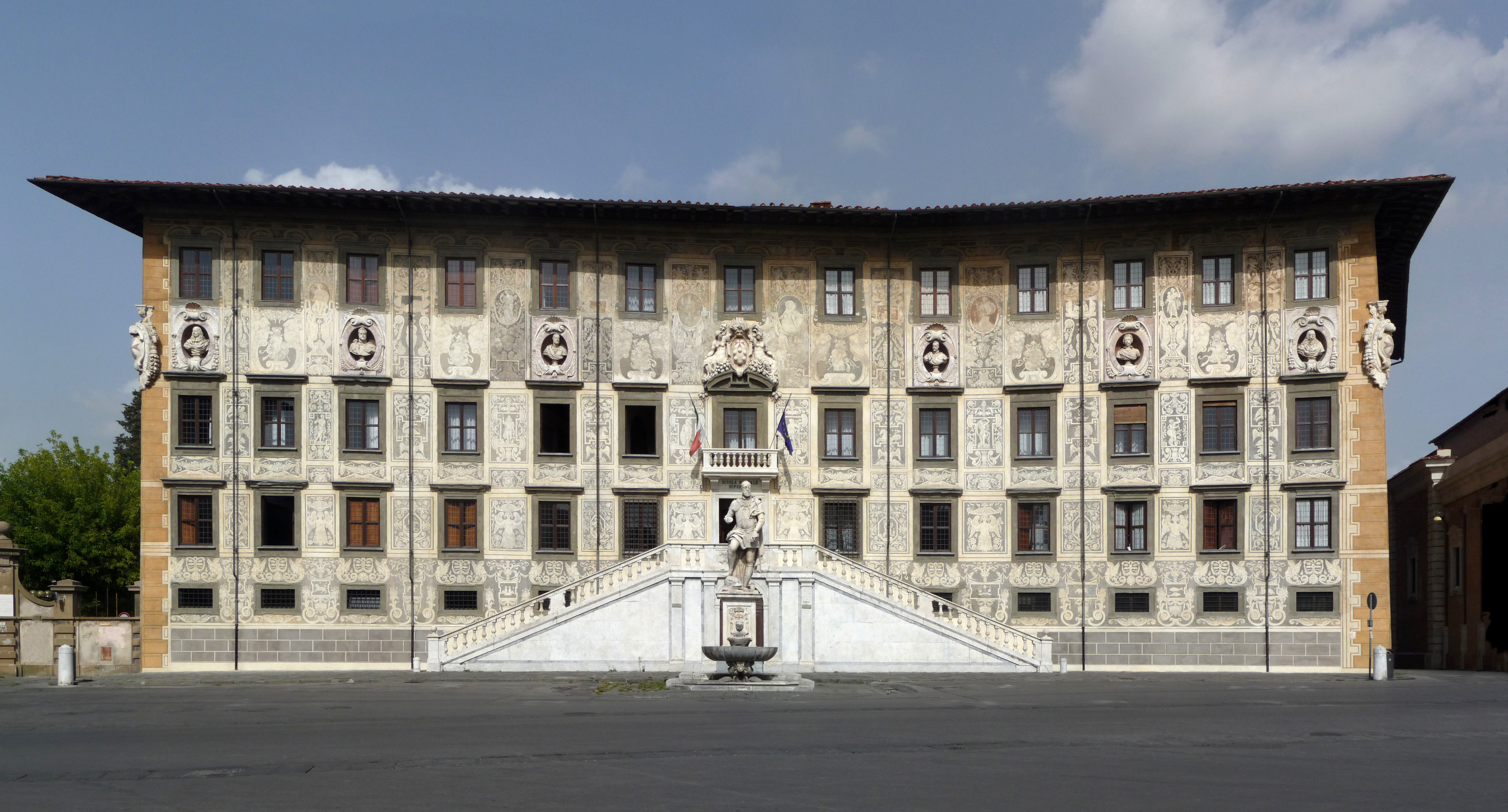
Der Palazzo della Carovana, das Hauptgebäude der Hochschule in Pisa

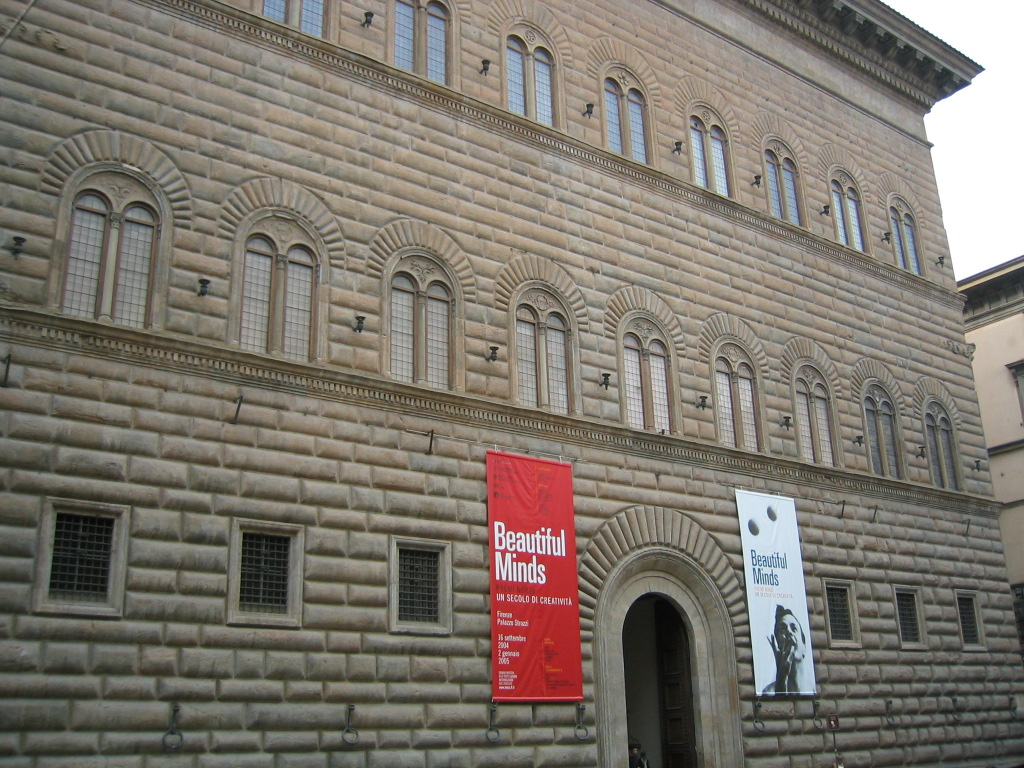
Der Palazzo Strozzi, zweiter Sitz der SNS in Florenz

Die Scuola Normale Superiore (SNS) ist eine italienische Elitehochschule in Pisa und Florenz.

## Geschichte
Die SNS wurde auf Geheiß Napoleons I. im Jahre 1810 nach dem Vorbild der École normale supérieure (Paris) in Pisa gegründet. Zulassung, Beschäftigung, Strafen und Kleidung für die Studenten sowie Vergütungen waren streng nach französischem Muster geregelt. Ursprüngliches Ziel der Schule stellte es dar, ähnlich wie das Pariser Pendant Beamte und Staatsangestellte auszubilden, allerdings spezifisch für alle italienischsprachigen Gebiete des ehemaligen Ersten Kaiserreichs. Nach dem Fall Napoleons I. und der Wiederherstellung der großherzoglichen Gewalt wurde die Schule geschlossen und erst 1846 unter Ägide des Großherzogtums Toskana wieder geöffnet. Ursprünglich als adliges Internat des Stephansordens geplant, diente sie zur Ausbildungsstätte für Lehrer und Professoren der höheren Schulen. 1862 wurde die Institution dem neu entstandenen Staat Italien unterstellt. Sie entwickelte sich immer mehr zu einer Forschungsstätte und Ausbildungsstätte für zukünftige Wissenschaftler und Dozenten und legte ihr ehemals gepflegtes Erbe des Katholizismus vermehrt ab und wurde im Zuge des italienischen Nationalstaatsaufbaus immerzu säkularer geprägt. Im Jahr 1936 wurde die Hochschule endgültig autonom und alle früheren Bindungen zur Universität Pisa wurden abgeschafft. Im Jahr 1988 unterzeichnete die Hochschule zusammen mit der École normale supérieure (Paris) ein Partnerschaftsabkommen, das den jeweiligen Studierenden der beiden Hochschulen jeweils erlaubt ein Jahr in Pisa respektive Florenz oder in Paris zu verbringen.
Sie umfasst heute ein breites Angebot an Fächern aller Bereiche. Im Lehrbereich liegt der Schwerpunkt eher bei der Ausbildung von Doktoranden, es gibt jedoch auch Studenten, in der Regel in Kooperation mit der Universität Pisa. Das Hauptgebäude der Scuola Normale Superiore, der Palazzo della Carovana, diente vor der Gründung der Schule als Sitz des Stephansordens, wovon der Name des Platzes vor dem Gebäude (Piazza dei Cavalieri, "Ritterplatz") noch heute zeugt. Zur Institution gehören mehrere Labore und Forschungseinrichtungen.
2013 übernahm die SNS das Istituto Italiano di Scienze Umane in Florenz. Aus diesem Grund hat die SNS heute einen zweiten Sitz im Palazzo Strozzi in Florenz.

## Studienbedingungen
Die Studenten sind in Heimen in der Stadt untergebracht. Nur rund 10 % der Bewerber schaffen die Aufnahme in den aus 30 Studierenden bestehenden naturwissenschaftlichen Zweig oder in den aus 24 Studierenden bestehenden geisteswissenschaftlichen Zweig. Zulassungskriterien sind nicht so sehr begriffliches Wissen und gute Gedächtnisleistungen, sondern Originalität und Intuition. Voraussetzung für die Aufnahme in die höhere Stufe ist ein jährliches Eignungskolloquium. Weiters muss man für die Versetzung im Schnitt eine Bewertung von 27 von 30 Punkten und ein Minimum von 24 Punkten bei jeder Prüfung haben. Zusätzlich zu den üblichen für die Universität vorgesehenen Kursen müssen jährlich noch zwei weitere im Curriculum sein. Die Studenten der „Normale“ erhalten Essen und Unterkunft, Rückerstattung der Studiengebühren und einen geringen monatlichen Beitrag zum Erwerb didaktischer Unterlagen. Sie haben zu verbilligten Preisen oder kostenlos Zugang zum Internet, zu Fotokopien, zur Bibliothek. Die eigene Bibliothek mit einem Bestand von rund 800 000 Büchern (im Jahr 2005) ist auf mehrere Gebäude aufgeteilt.

## Berühmte Alumni (alphabetisch)
Einige berühmte ehemalige Studierende der Scuola Normale Superiore:
- Alessandro Barbero (* 1959), italienischer Historiker
- Saverio Cannistrà OCD (* 1958), Erzbischof von Pisa, zuvor Generaloberer des Teresianischen Karmel
- Giosuè Carducci (1835–1907), Nobelpreis für Literatur (1906)
- Carlo Azeglio Ciampi (1920–2016), ehemaliger Gouverneur der Banca d’Italia, früherer Präsident der Italienischen Republik
- Enrico Fermi (1901–1954), Nobelpreis für Physik (1938)
- Alessio Figalli (* 1984), Fields-Medaillen Preisträger (2018)
- Giovanni Gentile (1875–1944), Philosoph und Politiker
- Carlo Ginzburg (* 1939), Historiker
- Giovanni Gronchi (1887–1978), Politiker, früherer Präsident der Italienischen Republik
- Hanno Hahn (1922–1960), Kunst- und Architekturhistoriker
- Medea Norsa (1877–1952), Philologin und Papyrologin
- Michela Marzano (* 1970), Philosophin, Hochschullehrerin und Politikerin
- Adriano Prosperi (* 1939), Historiker
- Carlo Rubbia (* 1934), Nobelpreis für Physik (1984)
- Salvatore Settis (* 1941), Archäologe und Historiker
- Tiziano Terzani (1938–2004), Journalist und Schriftsteller
- Giuseppe Vitali (1875–1932), Mathematiker